# Рыбалова, Валентина Дмитриевна
Валентина Дмитриевна Рыбалова (8 марта 1911 — 11 декабря 1996) — археолог.

## Биография
Валентина Дмитриевна Рыбалова родилась в 1911 году. В 19 лет переехала в Ленинград. С 1930 по 1934 год работала приёмщицей на заводах. В 1939 году окончила исторический факультет ЛГУ. Училась у Артамонова Михаила Илларионовича. Когда началась Великая Отечественная война, была добровольцем зачислена санитаркой. С 1942 по 1945 год была рядовой 24 стрелкового полка 10 дивизии 23 армии. В 1947 году стала младшим научным сотрудником ЛГУ. В 1950 году защитила кандидатскую диссертацию. С 1950 по 1952 год была младшим сотрудником в Институте археологии АН УССР в Киеве. В 1952 году стала старшим преподавателем в ЛГУ, в 1955 году — ассистентом, а в 1956 году получила звание доцента.
Валентина Дмитриевна Рыбалова занималась исследованием археологии лесостепной Украины эпохи бронзы и раннего железа. Изучала взаимодействия культур Украины и Центральной Европы. Была участницей археологических раскопок.

## Основные работы
- О связях населения среднего Приднепровья с лужицкими племенами. Л., 1950.
- К вопросу о сложении культур эпохи бронзы в лесостепной полосе правобережной Украины // Доклады VI научной конференции Института археологии АН УССР. 1953.
- К вопросу о хронологии некоторых групп памятников эпохи бронзы и раннего железа на Украине // Археологический сборник. 2. Л., 1961. С 209—228.
- О связях Правобережной лесостепной Украины с Центральной Европой в эпоху бронзы и раннего железа // Исследования по археологии СССР. 1961. С. 80-95.
- Некоторые новые данные к изучению позднетрипольской культуры на Южном Буге // Сборник статей к 30-летию Отдела истории первобытной культуры. 1964. Вып. 6. С. 79-85.
- Еще раз о начальной дате железного века на Днепре // Вестник ЛГУ. 1966. № 1. С. 74-82.
- Костяной псалий с поселения Каменка близ Керчи // Советская археология. 1966. № 4. С. 178—181.
- Поселение Каменка в Восточном Крыму // Археологический сборник. Вып. 16. 1974. С. 19-49.
- Сабатиновские поселения реки Синюхи и некоторые проблемы поздней бронзы //Проблемы археологии. Вып. 2. 1978. С. 61-67.
- Два поселения предскифского времени на левобережье Среднего Днестра и некоторые проблемы белогрудовской культуры (по материалам разведки Юго-Подольской экспедиции в 1953—1954 гг.) // Археологические вести. № 6. 1999. С. 320—345.

## Награды
- Орден Отечественной войны II степени;
- Медаль «За оборону Ленинграда»;
- Медаль «За победу над Германией в Великой Отечественной войне 1941—1945 гг.».